# 日本の鉄道駅一覧 こ
| あ | い | う-え   | お        | か    | き | く-け |
| こ | さ | し-しも | しや-しん | す-そ | た | ち-て |
| と | な | に      | ぬ-の     | は    | ひ | ふ-ほ |
| ま | み | む-も   | や-わ行   |       |    |       |

日本の鉄道駅一覧 こは、日本の鉄道駅のうち、こで始まるものの一覧である。

## こ

### こあ-こお
- 小網町停留場（こあみちょうていりゅうじょう）
- 五井駅（ごいえき）
- 恋ヶ窪駅（こいがくぼえき）
- 鯉川駅（こいかわえき・東日本旅客鉄道奥羽本線）
- 小井川駅（こいかわえき・東海旅客鉄道身延線）
- 小池駅（こいけえき）
- 恋し浜駅（こいしはまえき）
- 漕代駅（こいしろえき）
- 小泉駅（こいずみえき・東海旅客鉄道太多線）
- 古泉駅（こいずみえき・伊予鉄道郡中線）
- 小泉町停留場（こいずみちょうていりゅうじょう・富山地方鉄道富山市内軌道線）
- 小泉町駅（こいずみまちえき・東武小泉線）
- 小出駅（こいでえき）
- 五位堂駅（ごいどうえき）
- 五位野駅（ごいのえき）
- 恋山形駅（こいやまがたえき）
- 小岩駅（こいわえき）
- 小岩井駅（こいわいえき）
- 小岩川駅（こいわがわえき）
- 府中駅 (徳島県)（こうえき・四国旅客鉄道徳島線）
- 国府駅 (愛知県)（こうえき・名古屋鉄道名古屋本線・豊川線）
- 広域公園前駅（こういきこうえんまええき）
- 公園駅（こうえんえき）
- 公園上駅（こうえんかみえき）
- 高円寺駅（こうえんじえき）
- 公園下駅（こうえんしもえき）
- 公園西駅（こうえんにしえき）
- 公園東口駅（こうえんひがしぐちえき）
- 甲賀駅（こうかえき）
- 合格駅（ごうかくえき）
- 工学部前停留場（こうがくぶまえていりゅうじょう）
- 広貫堂前停留場（こうかんどうまえていりゅうじょう）
- 工機前駅（こうきまええき）
- 工業団地駅（こうぎょうだんちえき）
- 航空公園駅（こうくうこうえんえき）
- 豪渓駅（ごうけいえき）
- 香西駅（こうざいえき）
- 幸崎駅（こうざきえき・九州旅客鉄道日豊本線）
- 神前駅 (和歌山県)（こうざきえき・和歌山電鐵貴志川線）
- 高座渋谷駅（こうざしぶやえき）
- 郷沢駅（ごうさわえき）
- 剛志駅（ごうしえき）
- 甲子園駅（こうしえんえき）
- 甲子園口駅（こうしえんぐちえき）
- 麹町駅（こうじまちえき）
- 糀谷駅（こうじやえき）
- 神志山駅（こうしやまえき）
- 甲州街道駅（こうしゅうかいどうえき）
- 光珠内駅（こうしゅないえき）
- 神代駅 (山口県)（こうじろえき・西日本旅客鉄道山陽本線）
- 神代駅 (長崎県)（こうじろえき・島原鉄道）
- 庚申塚停留場（こうしんづかていりゅうじょう）
- 甲西駅（こうせいえき）
- 光善寺駅（こうぜんじえき）
- 高蔵寺駅（こうぞうじえき）
- 高速神戸駅（こうそくこうべえき）
- 高速長田駅（こうそくながたえき）
- 幸田駅（こうだえき・東海旅客鉄道東海道本線）
- 高田駅 (長崎県)（こうだえき・九州旅客鉄道長崎本線）
- 神田駅 (長崎県)（こうだえき・松浦鉄道西九州線）
- 甲立駅（こうたちえき）
- 河内駅（こうちえき・西日本旅客鉄道山陽本線）
- 高知駅（こうちえき・四国旅客鉄道土讃線）
- 小内海駅（こうちうみえき）
- 高知駅前停留場（こうちえきまえていりゅうじょう）
- 高知商業前駅（こうちしょうぎょうまええき）
- 高知城前停留場（こうちじょうまえていりゅうじょう）
- 高知橋停留場（こうちばしていりゅうじょう）
- 国府津駅（こうづえき・東日本旅客鉄道東海道本線・東海旅客鉄道御殿場線）
- 郡津駅（こうづえき・京阪交野線）
- 江津駅（ごうつえき）
- 交通局前停留場（こうつうきょくまえていりゅうじょう）
- 交通センター前駅（こうつうセンターまええき）
- 上月駅（こうづきえき）
- 公津の杜駅（こうづのもりえき）
- 興戸駅（こうどえき）
- 郷戸駅（ごうどえき・東日本旅客鉄道只見線）
- 顔戸駅（ごうどえき・名古屋鉄道広見線）
- 神戸駅 (群馬県)（ごうどえき・わたらせ渓谷鐵道わたらせ渓谷線）
- 甲東園駅（こうとうえんえき）
- 勾当台公園駅（こうとうだいこうえんえき）
- 甲東中学校前停留場（こうとうちゅうがっこうまえていりゅうじょう）
- 豪徳寺駅（ごうとくじえき）
- 河戸帆待川駅（こうどほまちがわえき）
- 咥内停留場（こうないていりゅうじょう）
- 甲南駅（こうなんえき・西日本旅客鉄道草津線）
- 江南駅 (愛知県)（こうなんえき・名古屋鉄道犬山線）
- 江南駅 (島根県)（こうなんえき・西日本旅客鉄道山陰本線）
- 幌南小学校前停留場（こうなんしょうがっこうまえていりゅうじょう）
- 港南台駅（こうなんだいえき）
- 港南中央駅（こうなんちゅうおうえき）
- 甲南山手駅（こうなんやまてえき）
- 甲奴駅（こうぬえき）
- 鴻池新田駅（こうのいけしんでんえき）
- 高野川駅（こうのかわえき）
- 鴻巣駅（こうのすえき）
- 国府台駅（こうのだいえき）
- コウノトリの郷駅（こうのとりのさとえき）
- 河野原円心駅（こうのはらえんしんえき）
- 国府宮駅（こうのみやえき）
- 鴻野山駅（こうのやまえき）
- 郷原駅（ごうばらえき）
- 甲府駅（こうふえき）
- 光風台駅 (千葉県)（こうふうだいえき・小湊鉄道小湊鉄道線）
- 光風台駅 (大阪府)（こうふうだいえき・能勢電鉄妙見線）
- 神戸駅 (兵庫県)（こうべえき・西日本旅客鉄道東海道本線・山陽本線）
- 神戸貨物ターミナル駅（こうべかもつターミナルえき）
- 神戸空港駅（こうべくうこうえき）
- 神戸三宮駅 (阪急)（こうべさんのみやえき・阪急神戸本線）
- 神戸三宮駅 (阪神)（こうべさんのみやえき・阪神本線）
- 江北駅 (東京都)（こうほくえき・東京都交通局日暮里・舎人ライナー）
- 江北駅 (佐賀県)（こうほくえき・九州旅客鉄道長崎本線・佐世保線）
- 港北駅（こうほくえき・名古屋臨海高速鉄道あおなみ線）
- 好摩駅（こうまえき）
- 小海駅（こうみえき・東日本旅客鉄道小海線）
- 神海駅（こうみえき・樽見鉄道樽見線）
- 光明池駅（こうみょういけえき）
- 光明寺駅（こうみょうじえき）
- 神目駅（こうめえき）
- 幸谷駅（こうやえき・流鉄流山線）
- 高野駅 (東京都)（こうやえき・東京都交通局日暮里・舎人ライナー）
- 高野口駅（こうやぐちえき）
- 高野山駅（こうやさんえき）
- 高野下駅（こうやしたえき）
- 荒野台駅（こうやだいえき）
- 甲陽園駅（こうようえんえき）
- 光洋台駅（こうようだいえき）
- 小浦駅（こうらえき）
- 強羅駅（ごうらえき）
- 後楽園駅（こうらくえんえき）
- 香里園駅（こうりえんえき）
- 公立病院前駅（こうりつびょういんまええき）
- 香呂駅（こうろえき）
- 香櫨園駅（こうろえんえき）
- 河和駅（こうわえき）
- 河和口駅（こうわぐちえき）
- 郡家駅（こおげえき）
- 桑折駅（こおりえき）
- 郡元駅（こおりもとえき・九州旅客鉄道指宿枕崎線）
- 郡元停留場（こおりもとていりゅうじょう・鹿児島市電谷山線・唐湊線）
- 郡山駅 (福島県)（こおりやまえき・東日本旅客鉄道東北新幹線・東北本線・磐越西線・磐越東線）
- 郡山駅 (奈良県)（こおりやまえき・西日本旅客鉄道関西本線）
- 郡山貨物ターミナル駅（こおりやまかもつターミナルえき）
- 郡山富田駅（こおりやまとみたえき）

### こか-ここ
- 古河駅（こがえき・東日本旅客鉄道東北本線）
- 古賀駅（こがえき・九州旅客鉄道鹿児島本線）
- 五箇荘駅（ごかしょうえき）
- 黄金駅 (北海道)（こがねえき・北海道旅客鉄道室蘭本線）
- 黄金駅 (愛知県)（こがねえき・近鉄名古屋線）
- 小金井駅（こがねいえき）
- 小金城趾駅（こがねじょうしえき）
- 黄金町駅（こがねちょうえき）
- 粉河駅（こかわえき）
- 小川原駅（こがわらえき）
- 後閑駅（ごかんえき）
- 古賀茶屋駅（こがんちゃやえき）
- 御器所駅（ごきそえき）
- 小絹駅（こきぬえき）
- 近義の里駅（こぎのさとえき）
- 国際会館駅（こくさいかいかんえき）
- 国際会議場前停留場（こくさいかいぎじょうまえていりゅうじょう）
- 国際センター駅 (宮城県)（こくさいセンターえき・仙台市地下鉄東西線）
- 国際センター駅 (愛知県)（こくさいセンターえき・名古屋市営地下鉄桜通線）
- 国際展示場駅（こくさいてんじじょうえき）
- 小串駅（こぐしえき）
- 国道駅（こくどうえき）
- 国府駅 (兵庫県)（こくふえき・西日本旅客鉄道山陰本線）
- 国分駅 (香川県)（こくぶえき・四国旅客鉄道予讃線）
- 国分駅 (鹿児島県)（こくぶえき・九州旅客鉄道日豊本線）
- 国府停留場（こくぶていりゅうじょう・熊本市交通局水前寺線）
- 国府多賀城駅（こくふたがじょうえき）
- 国分寺駅（こくぶんじえき）
- 国母駅（こくぼえき）
- 小倉駅 (福岡県)（こくらえき・西日本旅客鉄道山陽新幹線・九州旅客鉄道鹿児島本線・日豊本線・北九州高速鉄道小倉線）
- 極楽駅（ごくらくえき）
- 極楽寺駅（ごくらくじえき）
- 極楽橋駅（ごくらくばしえき）
- 国立競技場駅（こくりつきょうぎじょうえき）
- 小栗山駅（こぐりやまえき）
- 国領駅（こくりょうえき）
- 蚕桑駅（こぐわえき）
- 苔縄駅（こけなわえき）
- 五香駅（ごこうえき）
- 護国寺駅（ごこくじえき）
- 古虎渓駅（ここけいえき）
- 小牛田駅（こごたえき）
- 九重駅（ここのええき）
- 小篭通停留場（こごめどおりていりゅうじょう）

### こさ-こそ
- 古座駅（こざえき）
- 小坂井駅（こざかいえき）
- 小砂川駅（こさがわえき）
- 小佐越駅（こさごええき）
- 小佐野駅（こさのえき）
- 小沢駅（こざわえき）
- 後三年駅（ごさんねんえき）
- 越ケ浜駅（こしがはまえき）
- 越谷駅（こしがやえき）
- 越谷貨物ターミナル駅（こしがやかもつたーみなるえき）
- 越谷レイクタウン駅（こしがやレイクタウンえき）
- 腰越駅（こしごええき）
- 越戸駅（こしどえき）
- 越ノ潟駅（こしのかたえき）
- 越部駅（こしべえき）
- 児島駅（こじまえき）
- 小島新田駅（こじましんでんえき）
- 越水駅（こしみずえき）
- 五社駅（ごしゃえき）
- 五条駅 (京都府)（ごじょうえき・京都市営地下鉄烏丸線）
- 五条駅 (奈良県)（ごじょうえき・西日本旅客鉄道和歌山線）
- 虎杖浜駅（こじょうはまえき）
- 五所川原駅（ごしょがわらえき）
- 小杉駅 (富山県射水市)（こすぎえき・あいの風とやま鉄道線）
- 小杉駅 (富山市)（こすぎえき・富山地方鉄道上滝線）
- 小菅駅（こすげえき）
- 越河駅（こすごうえき）
- コスモスクエア駅
- 小鳥谷駅（こずやえき）
- 御所駅（ごせえき）
- 五泉駅（ごせんえき）

### こた-こと
- 後台駅（ごだいえき）
- 小平駅（こだいらえき）
- 小滝駅（こたきえき）
- 小竹駅（こたけえき）
- 小竹向原駅（こたけむかいはらえき）
- 児玉駅（こだまえき）
- 五反田駅（ごたんだえき）
- 五反野駅（ごたんのえき）
- 五知駅（ごちえき）
- 木知原駅（こちぼらえき）
- 御着駅（ごちゃくえき）
- 古津賀駅（こつかえき）
- 国会議事堂前駅（こっかいぎじどうまええき）
- 小机駅（こづくええき）
- 特牛駅（こっといえき）
- 小繋駅（こつなぎえき）
- 木津用水駅（こつようすいえき）
- 小鶴新田駅（こづるしんでんえき）
- 小手指駅（こてさしえき）
- 御殿場駅（ごてんばえき）
- 小伝馬町駅（こでんまちょうえき）
- 御殿山駅（ごてんやまえき）
- 厚東駅（ことうえき）
- 後藤駅（ごとうえき）
- 五島町停留場（ごとうまちていりゅうじょう）
- 琴芝駅（ことしばえき）
- 琴電琴平駅（ことでんことひらえき）
- 琴電志度駅（ことでんしどえき）
- 琴電屋島駅（ことでんやしまえき）
- 琴似駅 (JR北海道)（ことにえき・北海道旅客鉄道函館本線）
- 琴似駅 (札幌市営地下鉄)（ことにえき・札幌市営地下鉄東西線）
- 琴平駅（ことひらえき）
- 寿駅（ことぶきえき）
- こどもの国駅 (神奈川県)（こどものくにえき・東急こどもの国線）
- こどもの国駅 (愛知県)（こどものくにえき・名古屋鉄道蒲郡線）
- 子供の国駅（こどものくにえき・九州旅客鉄道日南線）

### こな-この
- 小中駅（こなかえき）
- 小長井駅（こながいえき）
- 小中野駅（こなかのえき）
- 小梨駅（こなしえき）
- 五農校前駅（ごのうこうまええき）
- 金浦駅（このうらえき）
- 五ノ三駅（ごのさんえき）
- 木葉駅（このはえき）

### こは-こほ
- 小橋停留場（こばしていりゅうじょう）
- 木幡駅 (JR西日本)（こはたえき・西日本旅客鉄道奈良線）
- 木幡駅 (兵庫県)（こばたえき・神戸電鉄粟生線）
- 小波渡駅（こばとえき）
- 小塙駅（こばなえき）
- 粉浜駅（こはまえき）
- 小林駅 (千葉県)（こばやしえき・東日本旅客鉄道成田線）
- 小林駅 (宮崎県)（こばやしえき・九州旅客鉄道吉都線）
- 小針駅（こばりえき）
- 木場茶屋駅（こばんちゃやえき）
- 古井駅（こびえき）
- 五百川駅（ごひゃくがわえき）
- 五百石駅（ごひゃっこくえき）
- 五百羅漢駅（ごひゃくらかんえき）
- 呉服町駅（ごふくまちえき・福岡市地下鉄箱崎線）
- 呉服町停留場（ごふくまちていりゅうじょう・熊本市電幹線）
- 古淵駅（こぶちえき・東日本旅客鉄道横浜線）
- 小渕駅（こぶちえき・秋田内陸縦貫鉄道秋田内陸線）
- 小淵沢駅（こぶちざわえき）
- 小舟渡駅（こぶなとえき）
- 古部駅（こべえき）
- 御坊駅（ごぼうえき）
- 湖北駅（こほくえき）
- 小歩危駅（こぼけえき）
- 河堀口駅（こぼれぐちえき）
- 小幌駅（こぼろえき）

### こま-こも
- 高麗駅（こまえき）
- 胡麻駅（ごまえき）
- 小舞子駅（こまいこえき）
- 狛江駅（こまええき）
- 駒形駅（こまがたえき）
- 駒ヶ岳駅（こまがたけえき）
- 駒ヶ谷駅（こまがたにえき）
- 駒ケ根駅（こまがねえき）
- 駒ヶ林駅（こまがばやしえき）
- 駒ケ嶺駅（こまがみねえき）
- 高麗川駅（こまがわえき）
- 駒川中野駅（こまがわなかのえき）
- 小牧駅（こまきえき）
- 小牧口駅（こまきぐちえき）
- 小牧原駅（こまきはらえき）
- 駒込駅（こまごめえき）
- 駒沢大学駅（こまざわだいがくえき）
- 狛田駅（こまだえき）
- 古町駅（こまちえき）
- 小町屋駅（こまちやえき）
- 小松駅（こまつえき）
- 小松川駅（こまつかわえき）
- 駒鳴駅（こまなきえき）
- 駒野駅（こまのえき）
- 駒場車庫前停留場（こまばしゃこまえていりゅうじょう）
- 駒場東大前駅（こまばとうだいまええき）
- 古見駅 (愛知県)（こみえき・名古屋鉄道常滑線）
- 古見駅 (岡山県)（こみえき・西日本旅客鉄道姫新線）
- 小湊駅（こみなとえき）
- 小宮駅（こみやえき）
- 小室駅（こむろえき）
- 米野駅（こめのえき）
- 米野木駅（こめのきえき）
- 米ノ津駅（こめのつえき）
- 後免駅（ごめんえき）
- 後免中町停留場（ごめんなかまちていりゅうじょう）
- 後免西町停留場（ごめんにしまちていりゅうじょう）
- 後免東町停留場（ごめんひがしまちていりゅうじょう）
- 後免町駅（ごめんまちえき・土佐くろしお鉄道ごめん・なはり線）
- 後免町停留場（ごめんまちていりゅうじょう・とさでん交通後免線）
- 小本駅（こもとえき）
- 菰野駅（こものえき）
- 子守唄の里高屋駅（こもりうたのさとたかやえき）
- 小森江駅（こもりええき）
- 小諸駅（こもろえき）

### こや-こよ
- 小屋浦駅（こやうらえき）
- 子安駅（こやすえき）
- 小屋平駅（こやだいらえき）
- 小柳駅 (青森県)（こやなぎえき・青い森鉄道線）
- 木屋瀬駅（こやのせえき）
- 小屋の畑駅（こやのはたえき）
- 湖山駅（こやまえき）
- 小谷松駅（こやまつえき）
- 御油駅（ごゆえき）
- 湖遊館新駅駅（こゆうかんしんえきえき）
- 子吉駅（こよしえき）

### こら-ころ
- 古里駅（こりえき）
- 御領駅 (広島県)（ごりょうえき・井原鉄道井原線）
- 御領駅 (鹿児島県)（ごりょうえき・九州旅客鉄道指宿枕崎線）
- 五稜郭駅（ごりょうかくえき）
- 五稜郭公園前停留場（ごりょうかくこうえんまえていりゅうじょう）
- 御陵前停留場（ごりょうまえていりゅうじょう）
- 是政駅（これまさえき）
- 五郎駅（ごろうえき）
- 五郎丸駅（ごろうまるえき）

### こわ-こん
- 小涌谷駅（こわきだにえき）
- 小和清水駅（こわしょうずえき）
- 木幡駅 (京阪)（こわたえき・京阪宇治線）
- 小和田駅（こわだえき）
- 権現前駅（ごんげんまええき）
- 金光駅（こんこうえき）
- 金剛駅（こんごうえき）
- 金蔵寺駅（こんぞうじえき）
- 権堂駅（ごんどうえき）
- 木尾駅（こんのえき）
- 今羽駅（こんばえき）
- 金比羅前駅（こんぴらまええき）
- 昆布駅（こんぶえき）
- 昆布盛駅（こんぶもりえき）